# Hypsugo kitcheneri
Hypsugo kitcheneri é uma espécie de morcego da família Vespertilionidae. Endêmica do Bornéu, pode ser encontrada em Kalimantan Tengah na Indonésia.